# Kilenc dal
A Kilenc dal (kínai: 九歌; pinjin hangsúlyjelekkel: Jiǔ gē; magyar népszerű: Csiu ko), vagy más néven Kilenc varázsének tizenegy önálló költeményből álló versciklus, amelyet a kínai költészet első jelentős költőjének, Csü Yuan (Qu Yuan)nak (i. e. 343–278) tulajdonítanak, és amely a Han-korban összeállított Csu (Chu) elégiái című gyűjteményben maradt fenn. A versek mindegyike az ókori Csu (Chu) fejedelemség (kb. i. e. 1030–223) sámánénekein alapszik, melyeket egykor alighanem a sámán a sámánnő adhatott elő rituális keretek között az isteneket megidézésére.

## Szerzősége
A Kilenc dal szerzőjének mind a hagyomány, mind pedig a modern irodalomtörténet Csü Jüan (Qu Yuan)t tekinti. A kínai irodalom és költészet első és egyben egyik legnagyobb költőjének művei, az i. sz. 2. században összeállított Csu (Chu) elégiái (Csu ce (Chu ci) 楚辭/楚辞) című gyűjteményben maradtak fenn. Az összesen 17 alkotást tartalmazó gyűjteményben a Kilenc dal, rögtön a Csü Jüan (Qu Yuan) fő művének számító Száműzetés (Li szao (Li sao) 離騷/离骚) után, a második.

## Tartalma
A Kilenc dal (Csiu ko (Jiu ge) 九歌) címet viselő versciklus szintén Csü Jüan (Qu Yuan) alkotása. Összesen tizenegy darabból áll, a címben szereplő kilences számnak a sámánizmusban van hagyománya, és feltehetően sohasem vonatkozott a költeményének számára. A Kilenc dal  minden egyes darabja Csü Jüan (Qu Yuan) szülőföldjének, Csu (Chu) sámánénekein alapszik. Ezek a sámánénekek egykor alighanem a sámán a sámánnő adhatta elő rituális keretek között, hogy az isteneket megidézze. Csu (Chu) fejedelemség őslakói nem csak kultúrájukban különbözhettek az északi fejedelemségek népeitől, a kínaiak őseitől, hanem nyelvükben is, épp ezért Csü Jüan (Qu Yuan) ezeket az ősi dalokat kínaira fordította, illetve kínai költeménnyé formálta őket. A Kilenc dal a következő tizenegy költeményt tartalmazza:
- A keleti nagy isten (Tung huang taj-ji (Dong huang taiyi) 東皇太一 / 东皇太一)
- A felhők istennője (Jün csung csün (Yun zhong jun) 雲中君 / 云中君)
- A Hsziang (Xiang) folyó istennője (Hsziang csün (Xiang jun) 湘君)
- A Hsziang (Xiang) folyó asszonya (Hsziang fu-zsen (Xiang furen) 湘夫人)
- Az öregek sorsának ura (Ta sze-ming (Da siming) 大司命)
- Az ifjak sorsának úrnője (Sao sze-ming (Shao siming) 少司命)
- A napisten (Tung csün (Dong jun) 東君 / 东君)
- A folyó véne (Ho po (He bo) 河伯)
- A szirt asszonya (San kuj (Shan gui) 山鬼)
- Hősi halottak (Kuo sang (Guo shang) 國殤 / 国殇)
- Ünnep (Li hun 禮魂 / 礼魂)

A gyűjtemény első darabja a „Keleti nagy istent” megjelenítő, földre idéző áldozati szertartás leírása, funkcióját tekintve pedig minden bizonnyal a költemény alapját képező sámánének varázsolta elő az istent, az áldozat mozzanatainak és az isten megjelenésének felsorolásával. A költemény műfajilag himnusznak tekinthető, amit a szertartás sikere, az isten megjelenése idilli hangulatúvá tesz. Az idill mögött azonban ott rejtőzik az elégia is, hiszen a Kilenc dal mindegyik darabjára jellemző, hogy az emberek és az istenek találkozása általában vagy nem sikerül, vagy ha igen, akkor túlságosan rövid ideig tartó. Így válnak ezek a himnuszok Csü Jüan (Qu Yuan) költészetében elégikus versekké.
A második darabban a „Felhők istennőjét” szintén csak rövid időre lehet megidézni, s a vers végén a szertartás közönsége csak bánatosan néz utána.
Egyes szakértők szerint harmadik és a negyedik költemény, a nyilvánvaló tematikai hasonlóság miatt tulajdonképpen összetartozik, a negyedik a harmadik folytatása. Ezekben a költeményekben, a himnikus formába bujtatott elégiákban válik egészen nyilvánvalóvá, hogy Csü Jüan (Qu Yuan) egyéni sorsáról van szó, s az istenség utáni vágyakozás valójában a Huaj (Huai) fejedelemtől való eltávolításának kifejezője. A Hsziang (Xiang) folyó istennőjében a varázsló, vagyis maga a költő és az istennő egyaránt vágyakoznak egymásra, de még a varázslat sem segíthet rajtuk.
Az öregek sorsának ura eredetileg Csu (Chu) halálistene lehetett, akinek a szerepében a költő ismét csak hiába követ el mindent az áhított találkozásért.
Ugyancsak halálisten lehetett eredetileg az „Ifjak sorsának úrnője” is, aki szintén reménytelenül vágyódik a költő után.
A napisten című költeményben a nap felkeltével veszi kezdetét a varázslat, de itt már nem a vágyakozás a központi téma, hanem a Napisten hatalma a sötétség erői felett. A költő átváltozik napistenné, ám égbe emelkedése mérhetetlen fájdalommal tölti el, s visszavágyik a földre.
A folyó véne című költeményben a vén folyamistennel való rövid, intim találkozás leírása olvasható.
A versciklus kilencedik darabja, A szirt asszonya a hegy szelleme, tündére utáni hiába való vágyakozást írja le.
A ciklus tizedik darabja, a Hősi halottak egy harci jelenetet mutat be, s az eredeti sámánének, így próbált segítséget kérni az elesettek lelkeinek. Csü Jüan (Qu Yuan) bánata a hősök eleste miatt azonban inkább a hiába való áldozat miatti fájdalom.
A ciklus utolsó darabja, a legrövidebb költemény alighanem az elesettek tiszteletére bemutatott áldozatot jeleníti meg, mindössze öt sorban.
A versciklus utolsó két költeményét Arthur Waley, akárcsak néhány kínai kutató, nem tartja a többihez illőnek, mert szerintük nem varázsénekek. Tőkei Ferenc ezt megcáfolandó 1958-ban megkísérelte a 10. verset átértelmezni, melyhez külön prózafordítást is készített.

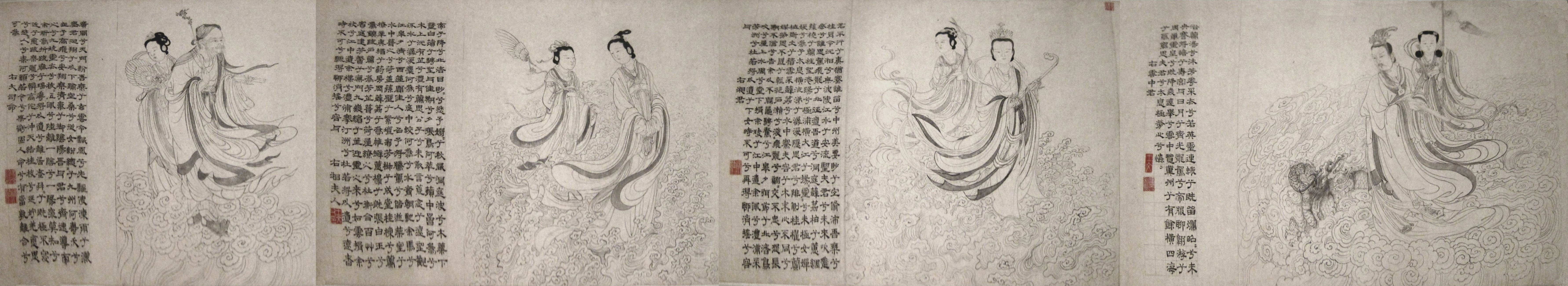
A Kilenc dal illusztrált változata tekercsképen. Csang Vo (Zhang Wo) alkotása 1361-ből.

### Magyarul
- ↑ Csü Jüan 1954:  Csü Jüan versei. Ford. Weöres Sándor. A verseket kínaiból magyar prózára ford., utószóval és jegyzetekkel ellátta Tőkei Ferenc. [Budapest], Szépirodalmi Könyvkiadó, 1954.
- ↑ Csü Jüan 1998:  Csü Jüan: Kilenc varázsének. Az eredeti szöveg Weöres Sándor műfordításával, Tőkei Ferenc előszavával, Tokaji Zsolt jegyzeteivel. Budapest, Balassi Kiadó, 1998. Kínai-magyar könyvek [7.]. ISBN 963 506 195 1
- ↑ KKK 1967:  Klasszikus kínai költők I-II. Ford. András László et al. Vál., szerk. és életrajzi jegyzetekkel ellátta Csongor Barnabás (IV-VI. rész) és Tőkei Ferenc (I-III. rész). Az előszót és a jegyzeteket írta Csongor Barnabás. Budapest, Európa Könyvkiadó, 1967.
- ↑ Tőkei 1959:  Tőkei Ferenc: A kínai elégia születése. K'iü Jüan és kora. Budapest, Akadémiai Kiadó, 1959.
- ↑ Tőkei–Miklós 1960:  Tőkei Ferenc – Miklós Pál: A kínai irodalom rövid története. Budapest, Gondolat Kiadó, 1960.
- ↑ Tőkei 1986:  Tőkei Ferenc: A kínai elégia születése. Budapest, Kossuth Könyvkiadó, 1986. ISBN 963 09 2827 2

### Idegen nyelven
- ↑ Ma-Huang 1992:  Ma Csi-kao (Ma Jigao) 马积高 - Huang Csün (Huang Jun) 黄钧: Csung-kuo ku-taj ven-hszüe-si (Zhongguo gudai wenxueshi) 中国古代文学史 [A klasszikus kínai irodalom története] I-III. Hunan Ven-ji Csu-pan-sö (Hunan Wenyi Chubanshe) 湖南文艺出版社, 1992. ISBN 7-5404-0917-7